# Lee Richardson (Snookerspieler)
Lee Richardson (* 15. Juni 1971) ist ein ehemaliger englischer Snookerspieler, der von 1991 bis 2001 Profispieler war. In dieser Zeit erreichte der später im Amateur- und Senioren-Snooker aktive Richardson das Viertelfinale der Benson and Hedges Championship 1993 und Rang 84 der Snookerweltrangliste.

## Karriere
Richardson kommt aus Oxfordshire. Als konkrete Herkunftsangaben lassen sich sowohl Thame als auch Oxford selbst finden. 1989 probierte er erfolglos bei der WPBSA Pro Ticket Series sein Glück, ein Jahr später schied er im Achtelfinale der U21-Weltmeisterschaft aus. Mit der Öffnung der Profitour im Jahr 1991 wurde er Profispieler. Sein Karrierestart verlief aber holprig, denn erst nach seiner Viertelfinalteilnahme bei der Benson and Hedges Championship 1993 erreichte er regelmäßig bei Ranglistenturnieren die Hauptrunde. So arbeitete er sich bis Mitte 1995 auf Platz 84 der Weltrangliste hinauf. Zwischenzeitlich hatte er auch Erfolge als Amateur verbuchen können. So hatte er mehrfach an Turnieren des German Open Snooker Rankings teilgenommen und bei einem Event auch das Finale erreicht. Zusätzlich stand er auch bei den Dutch Open 1993 im Endspiel, unterlag aber Mike Hallett.
Nach zwei Profisaisons mit ebenfalls unregelmäßigen Hauptrundenteilnahmen und einer fundamentalen Modusänderung in Sachen Profitour musste Richardson seinen Profistatus prüfen lassen, was ihm bei der WPBSA Qualifying School gelang. In den Jahren danach verschlechterten sich seine Ergebnisse sukzessive, bis er in der Saison 2000/01 kein einziges Spiel mehr gewann. Abgestürzt auf Platz 158 der Weltrangliste, verlor er nach zehn Jahren seinen Profistatus. Danach durfte er eine Saison auf der Challenge Tour spielen, allerdings ohne nennenswerte Ergebnisse. Im Spätsommer 2002 beschwerte sich Richardson öffentlich über die World Professional Billiards & Snooker Association, die seiner Meinung nach Spielern wie ihm nur wenig Chancen fürs Erlangen der vollen Spielberechtigung der Main Tour ermöglichen würde. Nur eine Woche später lud ihn die WPBSA für eine weitere Saison der Challenge Tour ein.
In der folgenden Saison wie auch bei späteren Spielzeiten konnte er seine Ergebnisse aber nie verbessern. Später spielte er ebenso erfolglos auf der Pontin’s International Open Series. 2011 nahm er ohne Erfolg an der Qualifikation für ein PTC-Event teil. Darüber hinaus nahm Richardson zwischen 2002 und 2019 regelmäßig an verschiedensten Amateurturnieren teil. Zu seinen besten Ergebnissen aus diesen Turnierteilnahmen gehören eine Hauptrundenteilnahme bei der Europameisterschaft 2005, eine Achtelfinalteilnahme bei den Fürth German Open 2005, eine Halbfinalteilnahme bei den Dutch Open 2013 und eine Finalteilnahme bei der Qualifikation der Süd-Sektion für das Endspiel um die English Open Championship 2006. Ab 2019 versuchte er bei der Q School sein Glück, allerdings vergebens. Außerdem nimmt er seit 2019 mit einigem Erfolg an diversen Senioren-Turnieren teil.

## Erfolge
| Ausgang         | Jahr | Turnier                                                         | Finalgegner    | Ergebnis |
| --------------- | ---- | --------------------------------------------------------------- | -------------- | -------- |
| Amateurturniere |      |                                                                 |                |          |
| Zweiter         | 1992 | German Open Snooker Ranking – Event 26 – 3 Stars – Münster Open | Pat Horne      | 3:4      |
| Zweiter         | 1993 | Dutch Open                                                      | Mike Hallett   | 1:6      |
| Zweiter         | 2006 | English Open Championship – South                               | Jamie O’Neill  | 1:4      |
| Profiturniere   |      |                                                                 |                |          |
| Sieger          | 1997 | WPBSA Qualifying School – Event 4                               | Hugh Abernethy | 5:3      |